# Guero
| Críticas profissionais                                                      | Críticas profissionais |
| Pontuações agregadas                                                        | Pontuações agregadas   |
| Fonte                                                                       | Avaliação              |
| --------------------------------------------------------------------------- | ---------------------- |
| Metacritic                                                                  | 78%                    |
| Avaliações da crítica                                                       |                        |
| Fonte                                                                       | Avaliação              |
| Allmusic                                                                    | [ 2 ]                  |
| Entertainment Weekly                                                        | A-                     |
| The Guardian                                                                | [ 5 ]                  |
| The Independent                                                             | [ 6 ]                  |
| Pitchfork Media                                                             | [ 7 ]                  |
| PopMatters                                                                  | [ 8 ]                  |
| Rolling Stone                                                               | [ 9 ]                  |
| Yahoo! Music                                                                | [ 10 ]                 |
| Esta tabela precisa de ser acompanhada por texto em prosa. Consulte o guia. |                        |

Guero é o nono álbum de estúdio do cantor Beck Hansen, lançado a 29 de março de 2005. Em julho de 2008, o disco tinha vendido 868 mil cópias nos Estados Unidos.

## Faixas
Todas as músicas por Beck Hansen, exceto onde indicado.
| N.º | Título                                                                                         | Duração |  |
| 1.  | "E-Pro" (Dust Brothers, Beastie Boys)                                                          | 3:25    |  |
| 2.  | "Qué Onda Guero" (Dust Brothers)                                                               | 3:29    |  |
| 3.  | "Girl" (Dust Brothers)                                                                         | 3:29    |  |
| 4.  | "Missing" (Dust Brothers, Marcos Vinicius de Moraes, Carlos Eduardo Lyra)                      | 4:43    |  |
| 5.  | "Black Tambourine" (Dust Brothers, Eugene Blacknell)                                           | 2:46    |  |
| 6.  | "Earthquake Weather" (Dust Brothers, Mark Adams, Steve Washington, Daniel Webster, Mark Hicks) | 4:26    |  |
| 7.  | "Hell Yes" (Dust Brothers)                                                                     | 3:17    |  |
| 8.  | "Broken Drum"                                                                                  | 4:29    |  |
| 9.  | "Scarecrow" (Dust Brothers)                                                                    | 4:15    |  |
| 10. | "Go It Alone" (Jack White, Dust Brothers)                                                      | 4:08    |  |
| 11. | "Farewell Ride"                                                                                | 4:18    |  |
| 12. | "Rental Car" (Dust Brothers)                                                                   | 3:05    |  |
| 13. | "Emergency Exit" (Dust Brothers)                                                               | 4:02    |  |

## Paradas musicais
| Ano  | Parada musical      | Posição |
| ---- | ------------------- | ------- |
| 1999 | Billboard 200       | 2       |
| 1999 | Top Canadian Albums | 2       |
| 1999 | Top Internet Albums | 2       |